# Theodor Escherich

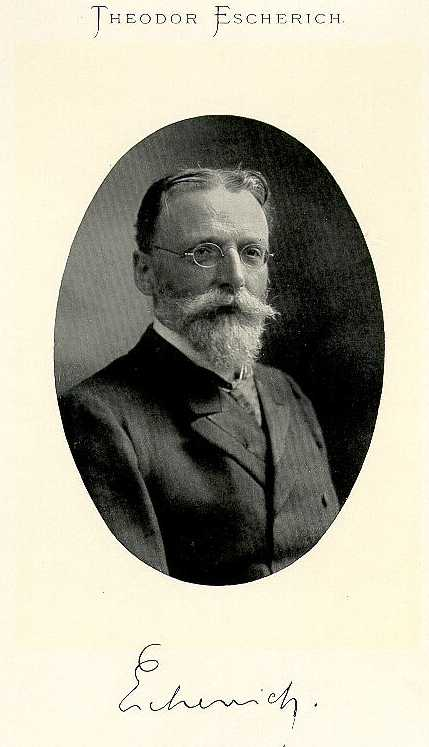
Theodor Escherich

Theodor Escherich (Ansbach, 29 november 1857 - Wenen, 15 februari 1911) was een Duits kinderarts en microbioloog. Hij doceerde aan de universiteiten van München, Graz, en Wenen.  Escherich ontdekte de bacterie Escherichia coli, die in 1919 naar hem genoemd werd.